# Benjamin Britten
Edward Benjamin Britten, Baron Britten (født 22. november 1913, død 4. december 1976) var en engelsk komponist, pianist og dirigent.

## Historie
Han var et vidunderbarn, der skrev sine første stykker, da han var fire år gammel, og da han var tolv, havde han allerede skrevet adskillige større værker. 
Han var én af de mest betydningsfulde komponister i det 20. århundrede.
Han var mangesidig og havde ofte en pædagogisk målbevidst produktion.
Ved sit virke som pianist og dirigent samt sin ledelse af 
de årlige musikfestivaler i Aldeburgh fik han en betydningsfuld indflydelse på engelsk musikliv.
Det er ikke mange komponister man med en vis rimelighed kan give prædikatet ’Den største komponist i et ¼ årtusinde’. Når det gælder engelske komponister, kommer Lord Benjamin Britten imidlertid meget tæt på.
Allerede som barn viste Britten et stort musikalsk talent, derfor hyrede forældrene komponisten Frank Bridge til at supervise sønnen. Instruktionen må siges at have givet pote og Britten kvitterede med at dedikere værket ‘Variation on a Theme by Frank Bridge’ til sin læremester.
Efter endt konservatorieuddannelse arbejdede Britten en periode for GPO (General Post Office) med at lave musik til dokumentarfilm. Her samarbejdede han bl.a. med poeten W.H. Auden om at lave film, såsom klassikeren ’Night Mail’.
Tiden under 2. verdenskrig tilbragte Britten i USA og Canada sammen med vennen Peter Pears, der skulle blive en livslang kompagnon. Brittens pacifisme kom til udtryk i værker såsom ’War Requiem’ fra 1962.
I løbet af 40’erne begyndte Britten at skrive operaer. Grundet små budgetter blev det ofte til mindre kammeroperaer. Her kom hans evner for instrumentation af små besætninger til sin ret. En del af disse operaer såsom ’Albert Herring’ og ’Skruen strammes’ spilles ofte.
Gennembruddet kom i 1946 med den store opera ’Peter Grimes’, der signalerede en renæssance for den engelske opera. Siden har værker såsom ’Midsommernights Dream’ og ’Death in Venice’ sikret ham vedvarende succes på operascenen.
I 1948 grundlagde han sammen med Pears Aldenburgh festivalen, hvor mange af hans værker havde premiere. Hans højt værdsatte værk ‘Young Person’s Guide to the Orchestra’ udbredte også kendskabet til klassisk musik. Han skrev også 4 symfonier, som hører til hans vigtige værker. Britten modtog i 1968 den prestigefyldte Léonie Sonnings Musikpris. 
Britten døde i 1976.

## Udvalgte værker
- "Simpel Symfoni" (1934) - for orkester
- "Requiem Symfoni" (1940) - for orkester
- "Forårs Symfoni" (1949) - for 2 sopraner, alt, tenor, kor og orkester
- "Cellosymfoni" (1963) - for cello og orkester
- Sinfonietta (1932) - for kammerorkester
- Elegi (1928) - for strygeorkester
- "Krigs-Requiem" (1961) - for sopran, tenor, bas, blandet kor, drengekor, orkester og orgel
- "Børns korstog" (Ballade)(1968) - for børnestemmer og orkester
- Klaverkoncert (1938, Rev. 1945) - for klaver og orkester
- Violinkoncert (1939, Rev. 1958) - for violin og orkester
- "Fire hav-mellemspil" (fra Peter Grimes) (1945) - for orkester
- "Den unge persons guide til orkesteret" (over et tema af Henry Purcell) (1946) - for orkester
- "Kort messe" (1959) - for drengekor og orgel